# 南开大学第三分校
南开大学第三分校，是1978年文化大革命结束后，天津市为了扩大普通高等学校招生，依托南开大学、在天津市汉沽区第三中学的基础上建立的天津市管辖的走读制大学分校。
1979年11月27日，天津市的大学分校进行了一次大规模调整，南开大学第二分校和南开大学第三分校合并成为天津大学化工分校。1982年底，天津大学化工分校改建为天津职业大学，是天津市最早兴办高职教育的学校。